# Dane (żupania zagrzebska)
Dane – wieś w Chorwacji, w żupanii zagrzebskiej, w mieście Samobor. W 2011 roku liczyła 14 mieszkańców.